# Гамалиевка (Полтавская область)
Гамалиевка (укр. Гамаліївка) — село, Токаревский сельский совет, Лохвицкий район, Полтавская область, Украина.
Код КОАТУУ — 5322687202. Население по переписи 2001 года составляло 388 человек.

## Географическое положение
Село Гамалиевка находится на расстоянии в 1,5 км от села Долинка, в 2-х км — сёла Погарщина и Пучковщина. По селу протекает пересыхающий ручей с запрудой. Рядом проходит автомобильная дорога Т-1705.

## Экономика
- Глинско-Разбышевский цех переработки газа Качановского газоперерабатывающего завода.

## Объекты социальной сферы
- Школа І—ІІ ст.